# 诺萨日和贝内旺
诺萨日和贝内旺（法語：Nossage-et-Bénévent，法語發音：[nɔsaʒ e benevɑ̃]）是法国上阿尔卑斯省的一个市镇，属于加普区。

## 地理
诺萨日和贝内旺（44°18'55"N, 5°44'55"E）面积4.31 平方千米，位于法国普罗旺斯-阿尔卑斯-蓝色海岸大区上阿尔卑斯省，该省份为法国东南部内陆省份，北起萨瓦省，西北接伊泽尔省，西南接德龙省，南至上普罗旺斯阿尔卑斯省，东北部与意大利接壤。
与诺萨日和贝内旺接壤的市镇（或旧市镇、城区）包括：奥皮埃尔、萨莱翁、梅乌日河畔巴雷、加尔德科隆布、比埃什-梅乌日河谷村。

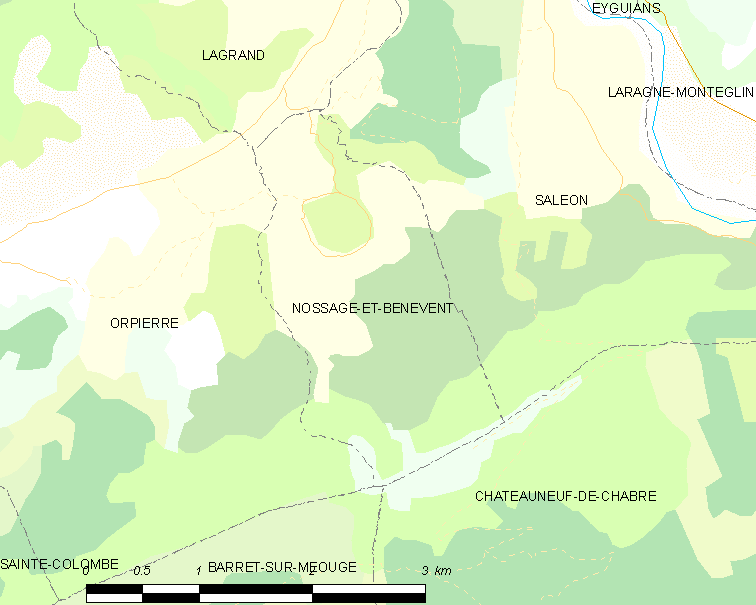
诺萨日和贝内旺的OSM定位图

诺萨日和贝内旺的时区为UTC+01:00、UTC+02:00（夏令时）。

## 行政
诺萨日和贝内旺的邮政编码为05700，INSEE市镇编码为05094。

## 政治
诺萨日和贝内旺所属的省级选区为塞尔县。

## 人口

1962-2008年间诺萨日和贝内旺人口变化图示

诺萨日和贝内旺于2022年1月1日时的人口数量为11人。